# فيراري أمريكا

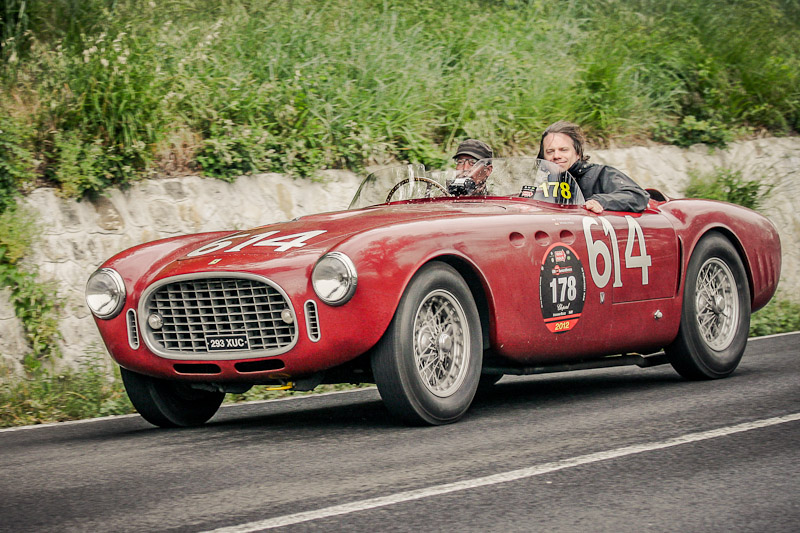
فيراري 340 أميركا

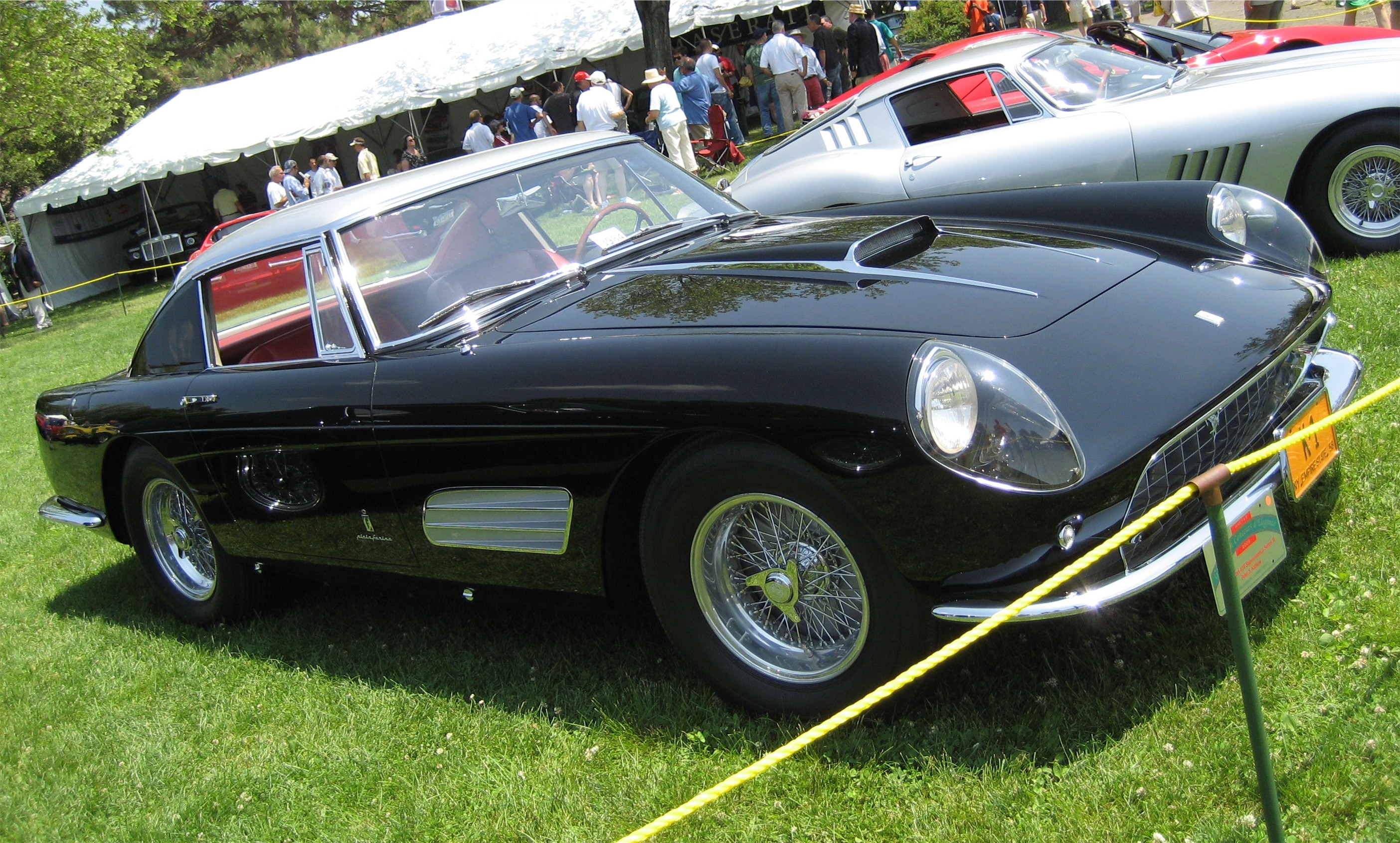
فيراري 410 سوبرأميركا

فيراري أمريكا (بالإنجليزية: Ferrari America)‏ ، هي مجموعة من السيارات الرياضية والتي أنتجها شركة فيراري الإيطالية من عام 1951 إلى عام 1967م .

## أشهر أنواع سيارات فيراري أمريكا
تتكون أشهر أنواع سيارات فيراري أمريكا 7 أنواع ، وهي:

### 340 أميركا
أنتجت سيارة 340 أميركا نحو 23 سيارة ، من عام 1950 إلى 1952.

### 342 أميركا
أنتجت سيارة 342 أميركا نحو 6 سيارات فقط عام 1952.

### 375 أميركا
أنتجت سيارة 375 أميركا نحو 11 سيارة ، من عام 1953 إلى 1954.

## 410 سوبرأميركا
أنتجت سيارة 410 سوبر أميركا نحو 35 سيارة ، من عام 1953 إلى 1955.

### 400 سوبرأميركا
أنتجت سيارة 400 سوبرأمريكا نحو 47 سيارة ، من عام 1954 إلى 1964.

### 500 سوبرفاست
أنتجت سيارة 500 سوبرفاست نحو 36 سيارة ، من عام 1964 إلى 1966.

### 365 كاليفورنيا
أنتجت سيارة 365 كاليفورنيا نحو 14 سيارة ، من عام 1966 إلى عام 1967.